# سفارة روسيا في صربيا
سفارة روسيا في صربيا هي أرفع تمثيل دبلوماسي لدولة روسيا لدى صربيا. تقع السفارة في بلغراد وهي تهدف لتعزيز المصالح الروسية في صربيا.

## وصلات خارجية
- الموقع الرسمي
- قائمة سفارات روسيا
- قائمة السفارات في صربيا